# Académie des inscriptions et belles-lettres
Az Académie des inscriptions et belles-lettres francia tudóstársaság, amelyet a humán tudományok tanulmányozására hoztak létre 1663 februárjában. Az öt akadémiából álló Francia Intézet (Institut de France) egyike.

## Története
Az Akadémia eredetileg öt, a történelemben és az antik tudományokban jártas tudós tanácsa volt, ide tartozott Jean Chapelain, François Charpentier (1620–1702), Jacques Cassagne (1636–1679), Amable de Bourzeys (1606–1672) és M. Douvrier. A létrehozásában jelentős szerepet játszott XIV. Lajos pénzügyminisztere, Jean-Baptiste Colbert. Megalakulásakor a Académie royale des Inscriptions et Médailles nevet viselte. Elsődleges feladata a nyilvános emlékműveken fellelhető latin feliratok összegyűjtése, valamint a XIV. Lajos uralkodása alatt megrendezett ünnepségek lebonyolítása. Colbert vezetése alatt azonban az Akadémia egyéb feladatokat is magára vállalt, a művészetek terén is jelentős szerepet játszott, így például közreműködött a Versailles-i kastély díszítményeinek kialakításában is. 1701-re a taglétszám negyvenre bővült, ekkor átszervezték az Akadémiát. A tagok hetente kétszer találkoztak a Louvre-ban, a tagok pedig ettől kezdve jelentős összegű nyugdíjban is részesültek, és egy királyi rendelet biztosította az állami intézményként történő további működését. 1716-ban, egy újabb átszervezést követően kapta meg a ma ismert elnevezését.
Az Akadémiának ma ötvenöt francia és negyven külföldi rendes, továbbá ötven-ötven francia és külföldi levelező tagja van. Hivatalos kiadványuk a Mémoires című folyóirat.

## Külső hivatkozások
- Hivatalos weboldal
- Notes on the Académie des Inscriptions et Belles-Lettres from the Scholarly Societies project